# TV 1875 Paderborn
Der TV 1875 Paderborn ist ein Sportverein aus Paderborn. Er betreibt und fördert unter anderem Breiten- und Leistungssport, Freizeitgestaltung und internationale Begegnungen. Dazu bietet er ein umfangreiches Trainingsangebot in 16 Abteilungen und fast 30 Sport- und Gesundheitskurse für Mitglieder und Nichtmitglieder. Der Verein hat über 3000 Mitglieder.
Die Damen der Rollhockeyabteilung spielen zurzeit in der 1. Bundesliga und belegten in der Saison 2004/05 den 5. Tabellenplatz. Margit Budde aus der Fechtabteilung wurde 2004 mit der Damennationalmannschaft Europameisterin im Säbelfechten bei den Senioren.

## Geschichte
| Vereinsvorsitzende seit 1949 | Vereinsvorsitzende seit 1949 |
| ---------------------------- | ---------------------------- |
| 1949–1955                    | Wilhelm Rumphorst            |
| 1955–1956                    | Paul Behr                    |
| 1956–1963                    | Georg Salinger               |
| 1963–1970                    | Heinrich Stratmann           |
| 1970–1989                    | Gerhard Wasserkordt          |
| 1990–2004                    | Peter Fröhlingsdorf          |
| seit 2004                    | Franz Driller                |

Der TV 1875 Paderborn entstand 1949 aus der Fusion des TSV Germania von 1875 Paderborn des Turnverein Jahn Paderborn. Unter dem Namen Allgemeiner Turnverein Paderborn wurde am 5. Oktober 1875 ein Sportverein gegründet. Der erste Vorsitzende war Richard Heydeck, dem Caspar Tenge folgte (bis Januar 1892). Am 21. Oktober 1890 wurde der Verein in Turnverein Germania umbenannt. Am 3. Juni 1894 richtete man in Paderborn das erste Gauturnfest des 1893 neu gegründeten Ostwestfälischen Turngaues aus. Bis zum Ende der Weimarer Republik vertraten Wilhelm Hense (10. Januar 1892 bis 11. Mai 1919) und Ferdinand Heidenkamp (11. Mai 1919 bis 17. Januar 1931) den Verein.
Nach dem Zweiten Weltkrieg wurde der Verein 1946 neu gegründet als Turn- und Spielverein Paderborn. Zwei Jahre später wurde er abermals umbenannt in TSV Germania von 1875 Paderborn. Der Turnverein Jahn Paderborn wurde 1890 unter diesem Namen gegründet. 1919 fusionierte er mit dem SV Westfalia zur Turn- und Sportgemeinschaft Paderborn. Diese Fusion wurde nach vier Monaten aber wieder getrennt. Nach dem Zweiten Weltkrieg wurde der Verein 1946 als Turngemeinde 1890 neu gegründet und im Jahre 1948 wieder in Turnverein Jahn Paderborn umbenannt. Im Sommer 2021 trat der im Jahre 1920 gegründete Verein DJK SSG Paderborn dem Turnverein bei.
Seit Herbst 2007 ist der Verein im neu gebauten Sport- und Begegnungszentrum im Goldgrund zu Hause. Dort bietet der Verein seinen Sportlern ein eigenes Fitnessstudio namens Top Vita, diverse Sporträume, einen in der Größe variabel unterteilbaren Sportsaal sowie ein Bistro, eine Kletterwand und Büroräume.

## Abteilungen
- Badminton
- Boxen
- Budō
- Eissport
- Fechten
- Fußball
- Handball
- Inline-Skaterhockey
- Rehasport
- Rollhockey
- Tanzen
- Tauchen
- Turnen/Parcours
- Trampolin
- Unterwasserrugby
- Volleyball

### Budō
In der Budōabteilung sind die Sportler aus Judo, Aikido und Ju-Jutsu zusammengefasst, die regionale und bundesweite Erfolge einholen. Markus Buthe belegte in der Saison 2007, 2008 sowie 2011 im Ju-Jutsu Fighting den 1. Platz der NRW-Landesmeisterschaften. 2011 belegte Buthe auch den 1. Platz bei den Gruppeneinzelmeisterschaften in Hanau und wurde für seinen TV Westdeutscher Meister in der Gewichtsklasse Senioren -85 kg.

### Fußball
Die Fußballer der DJK SSG Paderborn spielten von 1980 bis 1986, in der Saison 2011/12 sowie von 2014 bis 2016 in der Paderborner Kreisliga A. Unter dem Dach des TV 1875 Paderborn wurde die Mannschaft in der Saison 2022/23 Vizemeister der Kreisliga C.

### Eishockey
Die Eissportabteilung ESC Paderborn des Vereins wurde im Frühjahr 2009 gegründet und hat ihre Trainingsstätte in der im Herbst 2008 eröffneten Eishalle in Paderborn-Mönkeloh. Seit 2011 führt das Eishockeyteam inoffiziell den Namen Paderborner Panther, der von Fans vorgeschlagen wurde. Die Abteilung besteht aus zwei Sparten: Eiskunstlauf und Eishockey. Die Eishockeysparte besteht aus einer Männermannschaft, einer Hobbymannschaft und Jugendmannschaften.
Die Männermannschaft startete im Jahre 2009 in der Bezirksliga NRW, der untersten Spielklasse. Das erste Spiel fand am 25. Oktober 2009 beim SV Brackwede statt. Der ESC Paderborn verlor das Spiel mit 5:6. Ab 2014 spielten die Paderborner in der NRW-Liga, nachdem der Verein einen entsprechenden Antrag gestellt hat. Dort wurden die Paderborner auf Anhieb Vierter. Zur Saison 2015/16 wurde der ESC in die Regionalliga West eingeteilt, wo die Paderborner Vizemeister hinter dem Herforder EV wurden. Als Vierter des 1.-Liga-West-Pokals qualifizierte sich der ESC Paderborn sportlich für die drittklassige Regionalliga West. Der Verein verzichtete jedoch auf den Platz in der höchsten Liga Nordrhein-Westfalens, da die Paderborner nicht über die vorgeschriebenen zwei Jugendmannschaften verfügten. In der Saison 2016/17 wird der ESC Paderborn in der Bezirksliga starten.
Mit Artjom Kostyrev und Steve Themm spielen bzw. spielten ehemalige DEL-Spieler für den ESC Paderborn.

## Auszeichnungen
Die Sportjugend NRW und der Kreissportbund Paderborn verliehen dem TV am 15. Mai 2011 das Prädikat "Kinderfreundlicher Sportverein" und würdigten die eingegangene Kooperation des Vereins mit den zwei benachbarten Kitas "St.Franziskus" und "St.Hedwig" die jeweils zu Bewegungskindergärten zertifiziert wurden. In Zukunft wollen Verein und Kitas gemeinsame Bewegungsangebote für die Kinder der Einrichtungen ermöglichen.